# NGC 767
NGC 767 ist eine Balken-Spiralgalaxie mit ausgedehnten Sternentstehungsgebieten vom Hubble-Typ SBb im Sternbild Walfisch südlich der Ekliptik. Sie ist schätzungsweise 242 Millionen Lichtjahre von der Milchstraße entfernt und hat einen Durchmesser von etwa 85.000 Lichtjahren. Wahrscheinlich interagiert sie mit der Nachbargalaxie PGC 989194.
Im selben Himmelsareal befinden sich u. a. die Galaxien NGC 713, NGC 747, NGC 755, NGC 787.
Das Objekt wurde im Jahr 1886 vom US-amerikanischen Astronomen Francis Leavenworth entdeckt.